# Niko
Nicolás Calzada, conocido como Niko, es un intérprete de rap procedente del barrio de Pinomontano, en Sevilla (España). Anteriormente formaba parte de La Gota que Colma junto a Miguelli Sanz.

## Biografía
La primera referencia de Niko data del año 1998 cuando, a través de la compañía discográfica Zeroporciento, lanza junto a Miguelli Sanz el LP Mordiendo el Micro. En este trabajo cuentan con las colaboraciones de conocidos artistas en la escena nacional del hip-hop, como Zatu, La Mala Rodríguez o Nach. Un año más tarde, en 1999, colaboraron en un tema del primer LP de SFDK Siempre Fuertes.
Musicalmente el estilo de Niko está ubicado en el rap hardcore, con letras directas en las que priman la competición y la egolatría sobre bases musicales oscuras. 
Niko comenzó su carrera en solitario en el año 2002 con la maqueta Mira Chaval. De manera más profesional, en 2004, lanza un maxi en solitario que le llevó a ser nominado en los premios Wanadoo de la música. Con este trabajo vendió 1500 copias.
En diciembre de 2005 salió su primer LP, Versos de Winstrol. 

## Discografía
En solitario
- Mira chaval (maqueta) (2002)
- Luchando por ser alguien (maxi) (2004)
- Versos de Winstrol (LP) (2005)
- Sevilla Players (Maxi) (2008)

## ConLa Gota que Colma
- Mordiendo el micro (LP) (1998)

## Colaboraciones
- Dogma Crew "Ya Están Aquí" (2001)
- Alberto El Chef "16 Pies Bajo Tierra" (2002)
- SFDK "2001 Odisea en el lodo" (2003)
- Zonah "Tiempo de Perros" (2003)
- Res Co " Sevilla's Proyect" (2004)
- Hijo Pródigo "El Demonio se esconde detrás de una persona buena" (2004)
- Jesuly "El Escorpión" (2004)
- Acción Sánchez "Terror en la Ciudad Vol.1" (2004)
- All Day "Green"
- Res Co "La que me faltaba" (2005)
- El Cerebro "Simbiosis" (2007)